# Prisión de Córdoba
El centro penitenciario de Córdoba es una prisión ubicada en el municipio de Córdoba, a unos 9 kilómetros de su casco urbano, en España. Su directora desde enero de 2011 es Yolanda González.

## Historia
Esta prisión vino a sustituir a la ubicada en el barrio de Fátima, que estuvo en funcionamiento entre los años 1941 y 2000, según el Plan de Amortización y Creación de Centros Penitenciarios aprobado en 1991. Este proyecto pretendía renovar el sistema de cárceles nacionales que se encontraban en un mal estado y eran poco aptas para cumplir la legalidad, según Instituciones Penitenciarias.
El nuevo centro penitenciario fue inaugurado por el ministro del Interior Jaime Mayor Oreja el 13 de julio de 2000 con una capacidad de 1008 celdas repartidas en 14 módulos de 72 celdas cada uno de ellos. Asimismo, se dispone de 137 celdas complementarias para módulos de ingreso, enfermería y aislamiento. Cada celda tiene unas dimensiones de 10 metros cuadrados. El resto del complejo carcelario alberga un edificio deportivo-cultural con biblioteca, trece aulas, un polideportivo cubierto, dos gimnasios y una piscina, así como un edificio productivo de seis talleres de textil, carpintería y manipulados. El presupuesto para su construcción fue de 7.000 millones de pesetas.
El 21 de octubre de 2011 ingresó en la prisión José Bretón acusado del asesinato de sus hijos, hasta que fue trasladado a la cárcel de Villena (provincia de Alicante) por «inadaptación» dos años más tarde.
En 2020 era la cuarta cárcel en reos de España, tras la de Picassent (Valencia), Brians II (Barcelona) y la de Granada. Ese año en la prisión residían 1.287 reclusos: 1.130 hombres y 157 mujeres. En 2021 se iniciaron las obras de remodelación de la cárcel, con un presupuesto cercano a los seis millones y un plazo de ejecución de 15 meses. En abril de 2022 abrieron los vis a vis íntimos después de 19 meses tras la pandemia de covid-19, la única cárcel cerrada durante tanto tiempo a las visitas presenciales de parejas.